# Shy Keenan
Shy Keenan (également connue sous le nom de Karen Wootton et Karen Claridge, née en 1963) est une autrice britannique, survivante d'abus sexuels et fondatrice de Phoenix Survivors, un groupe de défense de victime d'abus sexuels. Keenan est connue pour sa biographie intitulée Broken, dans laquelle elle décrit les abus sexuels qu'elle a subis de la part de son beau-père, Stanley Claridge. En 2014, le livre est temporairement retiré de la distribution par son éditeur Hodder & Stoughton. Pour son travail auprès des victimes d'abus sexuels, Keenan a reçu le prix Women Of The Year en 2008.
En 2013, le fils de Keenan, Ayden Olson, âgé de quatorze ans, est découvert mort chez lui, après s'être suicidé. Keenan a affirmé que son fils avait été victime de « harcèlement jusqu'au suicide » et a lancé une campagne appelée « Loi Ayden » exigeant du Premier ministre de créer une nouvelle loi anti-harcèlement,.

## Abus sexuel
Keenan indique que Claridge a commencé à abuser sexuellement d'elle quand elle avait trois ou quatre ans et a continué jusqu'à ses quatorze ans,. Claridge dirigeait également un réseau de prostitution, vendant Keenan et d'autres filles à divers pédophiles. Une de ces transactions quand elle avait 10 ans lui a laissé une fracture du crâne. Claridge empêche Keenan et d'autres enfants de s'échapper en leur disant qu'il avait assassiné plusieurs personnes et les avait enterrées sous la maison,. Keenan réussit tout de même à s'échapper et vit dans la rue, tentant même de se suicider.
Keenan participe par la suite à une enquête sur les agissements de  Claridge menée par la journaliste Sarah Macdonald. Macdonald a déclaré que Keenan lui avait « envoyé un enregistrement explicite de son père en train de parler d'abus sexuels sur des enfants à la police et aux services sociaux – ils n'ont rien fait ». Pour l'enquête, Keenan retourne dans la maison de Claridge pour tenter de l'amener à parler de l'abus sexuel. L'enquête a abouti et Claridge et deux autres hommes ont été envoyés en prison pour abus sexuels. Keenan a ensuite demandé une enquête publique sur les services sociaux de Wirral pour « ne pas l'avoir protégée ».
Keenan est devenue une militante en faveur des droits des personnes abusées sexuellement en Grande-Bretagne.